# Абдулабад
Абдулабад (азерб. Abdulabad, до 2009 года — Абдулян) — село в Абдулабадском административно-территориальном округе Аджикабулского района Азербайджана.

## Этимология
Название села состоит из мужского имени Абдулла и персидского окончания -абад, обозначающего местность. Прежнее название Абдулян происходит от мужского имени Абдулла и персидского окончания -ян, обозначающего множественное число.

## История
Село основано семьями из Иранского Азербайджана, приехавшими работать в ватаге на Куре.
Село Абдульян в 1886 году согласно административно-территориальному делению Бакинской губернии относилось к Абдульянскому сельскому обществу Джеватского уезда.
К 1911 году село уже относилось к Шемахинскому уезду.
В 1926 году согласно административно-территориальному делению Азербайджанской ССР село относилось к дайре Сабир-Абад Сальянского уезда.
После реформы административного деления и упразднения уездов в 1929 году был образован Абдулянский сельсовет в Карасуинском районе Азербайджанской ССР. Позже район упразднён, село вошло в состав Али-Байрамлинского района, но в 1939 году село передано в состав Кази-Магомедского района.
4 декабря 1959 года Кази-Магомедский район ликвидирован, а село передано в состав Сабирабадского района.
Согласно административному делению 1961 и 1977 года село Абдулян входило в Абдулянский сельсовет Сабирабадского района Азербайджанской ССР.
24 апреля 1990 года село передано в состав новообразованного Аджикабулского района.
В 1999 году в Азербайджане была проведена административная реформа и внутри Абдулянского административно-территориального округа был учреждён Абдулянский муниципалитет Аджикабулского района.
19 июня 2009 года селу Абдулян присвоено название Абдулабад.

## География
Абдулабад расположен на берегу реки Кура.
Село находится в 30 км от райцентра Аджикабул и в 144 км от Баку. Ближайшая железнодорожная станция — Карасу (Гаджиево).
Село находится на высоте 18 метров ниже уровня моря.

## Население
| Численность населения | Численность населения | Численность населения | Численность населения |
| 1886                  | 1976                  | 1999                  | 2009                  |
| --------------------- | --------------------- | --------------------- | --------------------- |
| 741                   | ↗1598                 | ↗2931                 | ↗2970                 |

В 1886 году в селе проживал 741 человек, все — азербайджанцы, по вероисповеданию — мусульмане-шииты.
Население преимущественно занимается выращиванием зерна и хлопка, шелководством, животноводством и птицеводством.

### Известные уроженцы
- Фатьма Гусейнова — хлопковод, Герой Социалистического Труда, кавалер ордена «Труда» Ι степени.

## Климат
В селе полупустынный климат.

## Инфраструктура
В советское время в селе располагались пункт приёма коконов шелкопряда, фазановодческий пункт, восьмилетняя школа, библиотека, медицинский пункт, электрическая подстанция.
В селе расположены почтовое отделение, средняя школа, врачебный пункт, клуб, 4 мечети.